# Choi Yung-keun
Choi Yung-keun (* 8. Februar 1923; † 20. Juli 1994) war ein südkoreanischer Fußballspieler.

## Karriere
Er war Teil des Kaders der südkoreanischen Nationalmannschaft bei der Weltmeisterschaft 1954 und hatte hier sein einziges Spiel bei der 0:7-Niederlage in der Gruppenphase gegen die Türkei.

## Sonstiges
Er war der Bruder von Choi Chung-min, welcher ebenfalls südkoreanischer Nationalspieler war.